# Faucaria
Faucaria is een geslacht uit de ijskruidfamilie (Aizoaceae). De soorten uit het geslacht komen voor in het zuiden van de Kaapprovincie in Zuid-Afrika.

## Soorten
- Faucaria bosscheana (A.Berger) Schwantes
- Faucaria britteniae L.Bolus
- Faucaria felina (L.) Schwantes
- Faucaria gratiae L.Bolus
- Faucaria nemorosa L.Bolus ex L.E.Groen
- Faucaria subintegra L.Bolus
- Faucaria tigrina (Haw.) Schwantes
- Faucaria tuberculosa (Rolfe) Schwantes

... · 
Antimima · 
Argyroderma · 
Carpobrotus · 
Disphyma · 
Dorotheanthus · 
Gibbaeum · 
Lapidaria · 
Lithops · 
Mesembryanthemum · 
Sceletium · 
Tetragonia · 
...